# أعياد مريم العذراء

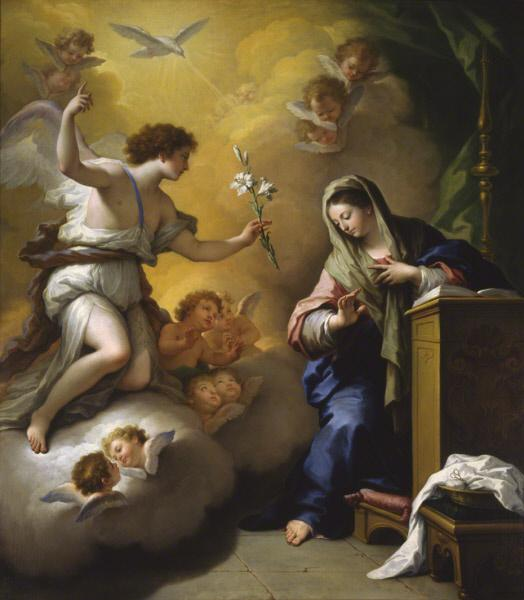
أيقونة البشارة بحسب الفن اللاتيني، رسم باولو ميتاس، 1712.

أعياد العذراء مريم هي قائمة أو سجل تظهر الأعياد والتذكارات التي يحتفل بها المسيحيون حول العالم وفق المنشورات الكنيسة بأعياد متعلّقة بمريم العذراء، هذه الأعياد متنوعة وكثيرة للغاية ويمكن تقسيمها إلى ثلاث أقسام: الأعياد المريمية الكبرى ويبلغ عددها سبعة أعياد أشير إليها في المقالة بالخط الأسود العريض وتأتي أهميتها من كون جميع الكنائس في العالم تحتفل بها، القسم الثاني هو الأعياد المرتبطة بمراحل من حياتها، كالزيارة إلى أليصابات أو تقدمتها إلى هيكل سليمان، ويختلف الاحتفال بها حسب الرعايا والطوائف وحسب البلدان أيضًا؛ القسم الثالث هو الأعياد الخاصة بذكرى ظهورها أو طلب شفاعتها لبلد أو منطقة وتتميز بكونها محصورة في البلد والمنطقة وأحيانًا بالطائفة الخاصة بذلك أو الكنيسة المشادة على اسمها.

## أعياد مريم العذراء

### يناير
- 1 يناير، عيد مريم أم الله.
- 6 يناير، عيد الظهور الإلهي، تزامنًا مع عيد الغطاس تذكار مجيء المجوس إلى بيت لحم.
- 23 يناير، خطوبة مريم العذراء ويوسف النجار. (في الكنيسة الكاثوليكية عمومًا.)

### فبراير
- 2 فبراير، عيد تقدمة يسوع إلى الهيكل.
- 11 فبراير، عيد سيدة لورد.(في الكنيسة الكاثوليكية عمومًا.)

### مارس

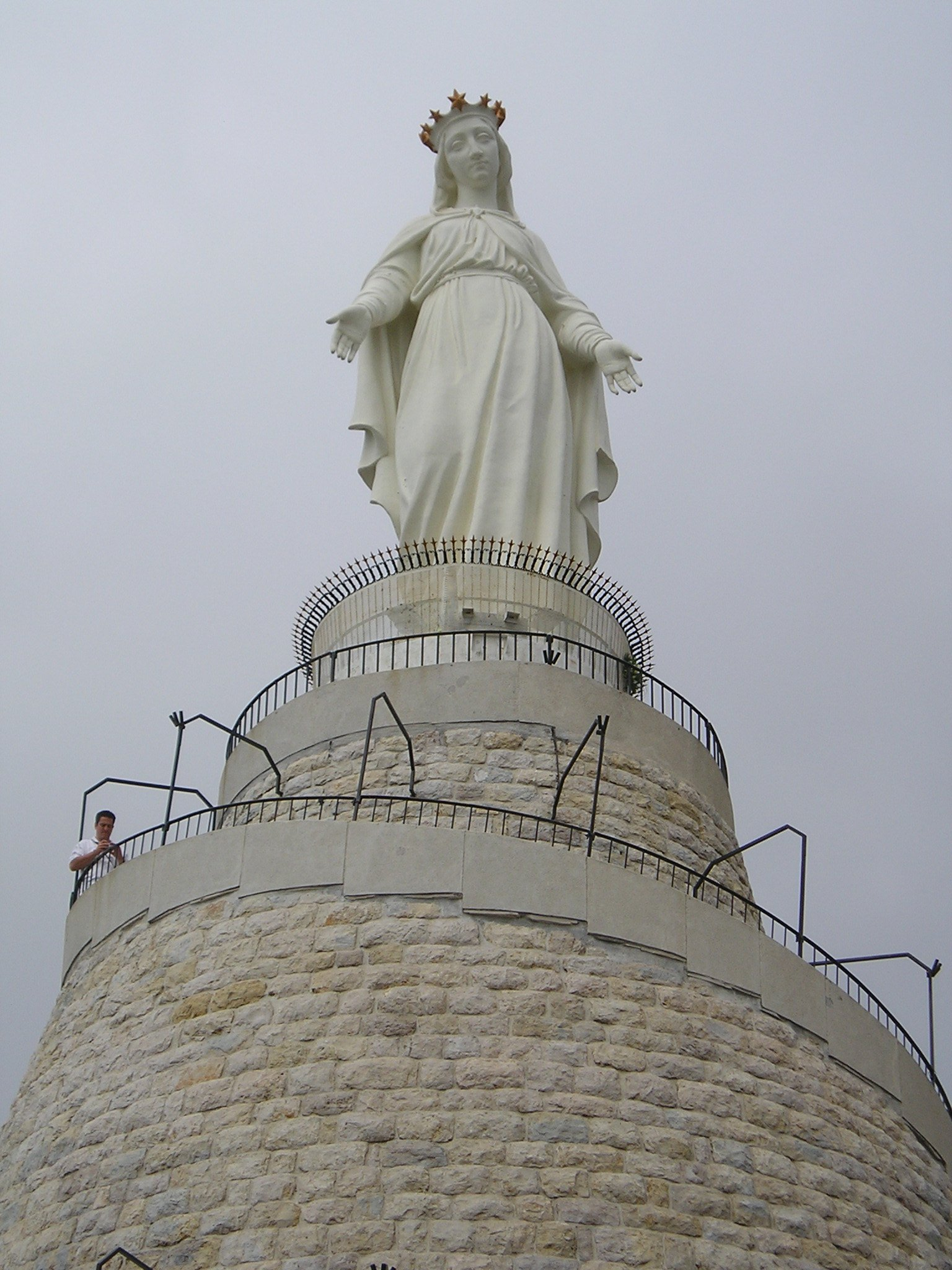
مزار سيدة لبنان حريصا، افتتح يوم 8 أيار سنة 1904.

- 25 مارس، عيد البشارة.

### أبريل
- اثنين الفصح، تهنئة العذراء بقيامة يسوع.
- 26 أبريل، عيد مريم أم المشورة الصالحة.

### مايو
- 4 مايو، عيد سيدة لبنان، حريصا. (في الكنيسة المارونية عمومًا.)
- 13 مايو، عيد سيدة فاطمة.(في الكنيسة الكاثوليكية عمومًا.)
- 15 مايو، عيد سيدة الزروع. (في الكنيسة السريانية عمومًا.)
- 24 مايو، عيد مريم معونة المسيحيين.
- 31 مايو، عيد مريم سيدة النعم.

### يونيو

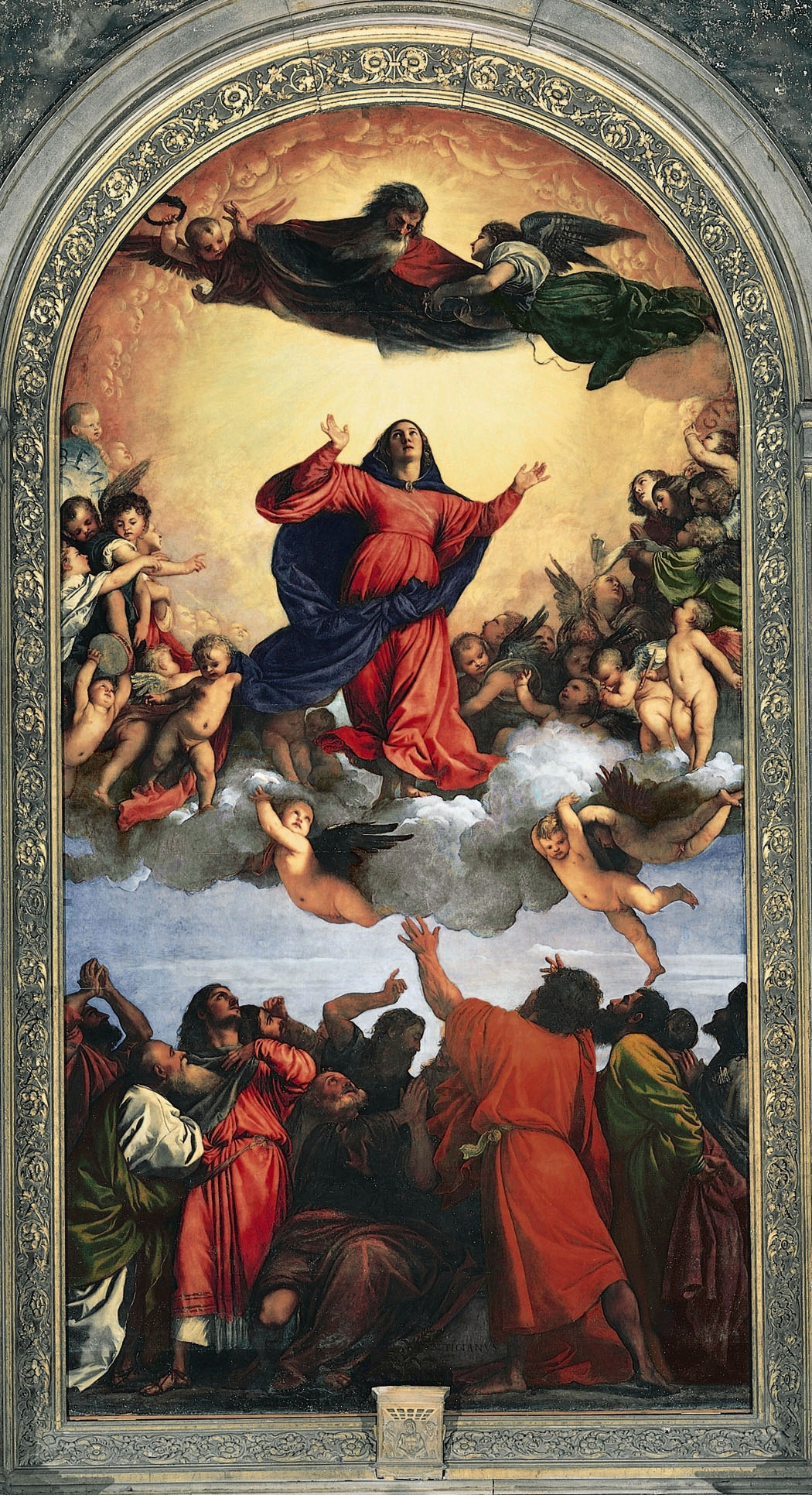
أيقونة انتقال العذراء، رسم تيزان، القرن السادس عشر.

- 28 يونيو، عيد مريم سيدة الحديد. (في الكنيسة القبطية).

### يوليو
- السبت الأول، عيد قلب مريم الطاهر. (في الكنيسة الكاثوليكية عمومًا.)
- 2 يوليو، زيارة العذراء لأليصابات.[1]
- 16 يوليو، عيد سيدة جبل الكرمل. (في فلسطين).

### أغسطس

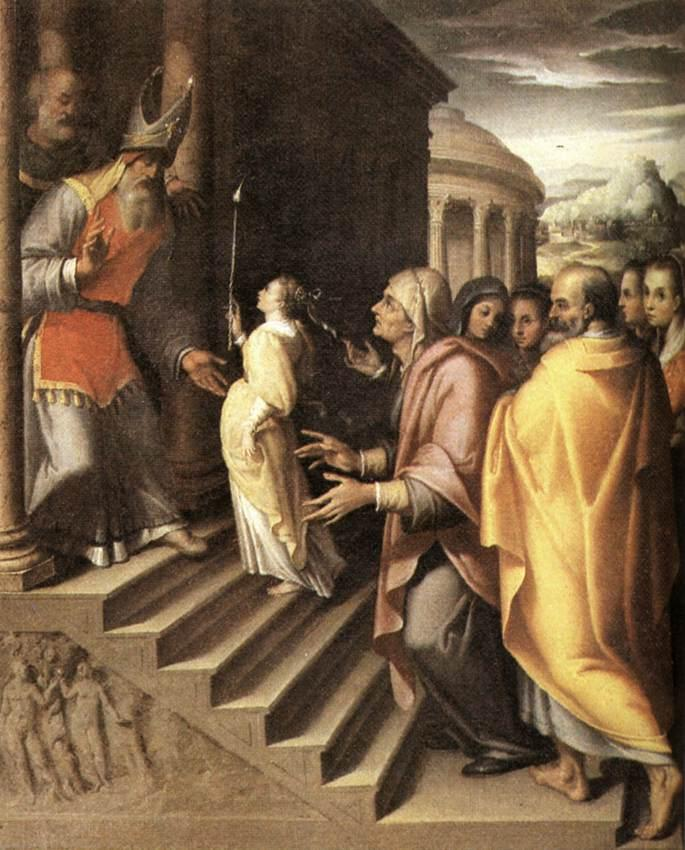
تقدمة العذراء للهيكل وفقًا لرواية إنجيل يعقوب، اللوحة لدنيس كالفرت، القرن السادس عشر.

- 5 أغسطس، عيد افتتاح كنيسة ماريا ميجوري أي مريم الكبرى في روما. (في إيطاليا.
- 15 أغسطس، عيد انتقال العذراء.
- 22 أغسطس، عيد تكليل مريم سلطانة للسماء والأرض. (في الكنيسة الكاثوليكية عمومًا.)

### سبتمبر
- 8 سبتمبر، عيد مولد العذراء.
- 12 سبتمبر، عيد اسم مريم الكلي القداسة.
- 15 سبتمبر، عيد سيدة الحصاد. (في الكنيسة السريانية عمومًا.)
- 15 سبتمبر، عيد مريم سيدة الأحزان. (في الكنيسة الكاثوليكية عمومًا.)
- 30 سبتمبر، خطوبة مريم العذراء ويوسف النجار. (في الكنيسة السريانية عمومًا.)[2]

### أكتوبر
- 7 أكتوبر، عيد الوردية المقدسة.
- 11 أكتوبر، عيد مريم أم الكنيسة.

### نوفمبر
- 21 نوفمبر، تقدمة العذراء إلى الهيكل.[3]
- 27 نوفمبر، عيد مريم سيدة الأيقونة العجائبية. (في الكنيسة الكاثوليكية عمومًا.)

### ديسمبر
- 8 ديسمبر، عيد الحبل بالعذراء، (في الكنيسة الكاثوليكية) عيد الحبل بلا دنس.
- 12 ديسمبر، عيد السيدة غوادالوبي.
- 18 ديسمبر، عيد انتظار الميلاد.
- 26 ديسمبر، عيد تهنئة العذراء بميلاد يسوع.

## وصلات خارجية
- أعياد العذراء مريم، كنيسة الإسكندرية القبطية الكاثوليكية.
- الأعياد المريمية[وصلة مكسورة]، سيدة لبنان.